# Forster Géza
Forster Géza (Esztergom, 1850. augusztus 13. – Budapest, 1907. május 2.) magyar mezőgazdász, agrárpolitikus.

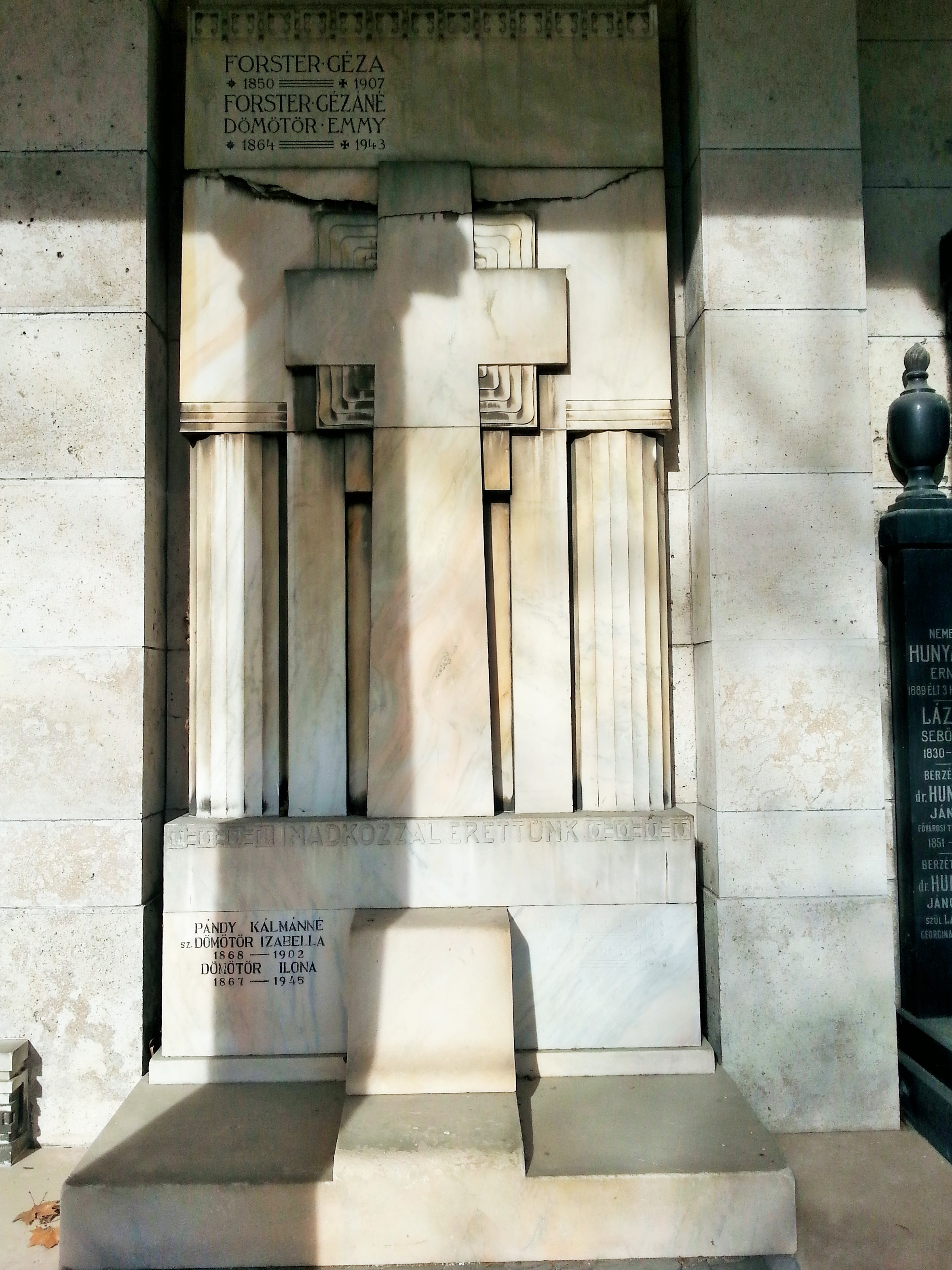
Sírhelye a Fiumei úti sírkert árkádsorában lévő Forster családi sírban (Bal oldali árkádsor B-6). Alkotó Hikisch Rezső, 1911 előtt

## Családja
Édesapja, Forster János (1810-1891) hercegprímási jószágigazgató volt.
Testvére, Forster Kálmán (1858-1910) egyetemi évei után katonai szolgálatba lépett, melynek során részt vett a boszniai hadjáratban is. 1880-tól a Földművelés- Ipar- és Kereskedelemügyi Minisztérium szolgálatába lépett, a mezőgazdasági szakoktatás és kísérleti ügyek vezetője volt, 1908-tól már miniszteri tanácsosi címmel. Tehetséges gazdaként pusztarádai (Pest-Pilis-Solt-Kiskun vármegye) birtokát kiváló mintagazdasággá is emelte. Gazdasága volt a Pest-Pilis-Solt-Kiskun vármegyei Bugyi községben is.

## Fiatal évei
Tanulmányait a Keszthelyi Gazdasági Tanintézetben és a Hohenheimi Gazdasági Akadémián végezte, majd az esztergomi hercegprímási birtokon működött. 1878-1906 között a Komárom vármegyei, concóháti családi birtokon gazdálkodott. A belterjessé fejlesztett mintagazdaságra alapítva hozta létre a Komárom vármegyei fogyasztási és a győri tejszövetkezetet.

## Az agrárius mozgalomban
1891-ben az Országos Magyar Gazdasági Egyesület (OMGE) igazgatója lett, s e tisztséget haláláig ellátta. Hivatali működése alatt az egyesület taglétszáma több mint duplájára emelkedett.  Megindította az OMGE „Köztelek” című lapját, s az 1892-től rendszeressé váló OMGE Évkönyvek kiadását. Nevéhez fűződik a Gazdasági Egyesületek Országos Szövetségének (GEOSZ) létrehozása is. Alapítója és ügyvezető elnöke volt a Magyar Gazdák Vásárcsarnok Ellátó Szövetkezetének. Részt vett a Magyar Mezőgazdák Szövetkezetében, az 1896-ban létesült „Hangya” Országos Fogyasztási és Értékesítési Szövetkezet, továbbá az 1899-ben alakult Gazdák Biztosító Szövetkezete alapításában. 1892-től mint vezérigazgató vezette a Tattersall és a lóvásártér ügyeit. Ő kezdeményezte az országos visszhangot kiváltó székelyföldi akciót, mely a gazdaságilag pusztuló térség megsegítését jelentette.

## Művei
Javaslatok az alföldi gazdálkodás javítására (Bp., 1907).
Számos cikke jelent meg a Köztelekben és más mezőgazdasági szaklapban.

## Emlékezete
- A Hikisch Rezső építész tervei alapján 1910-ben készített síremléke a Kerepesi temető bal oldali árkádsorában (Á.B. 6) található. Sírfelirata: „Imádkozzál érettünk!”